# Финансово-экономический кризис в Ирландии (2008—2013)

Сравнительная динамика бюджетного дефицита в Ирландии (оранжевая кривая) и других наиболее пострадавших от кризиса европейских странах (а также Великобритании и США)

Финансово-экономический кризис в Ирландии разразился в результате мирового финансового кризиса 2008 года, когда стал очевиден перегрев экономики страны. Кроме этого, кризис усилился под влиянием долгового кризиса в Европе, и, наконец, приобрёл ряд специфических черт под влиянием местных юридических, финансово-экономических и социокультурных реалий. Данный финансово-экономических кризис стал самых серьёзным испытанием для экономики Ирландии, нанеся урон репутации страны как «кельтского тигра». Данный кризис привёл к резкому повышению уровня безработицы, ипотечному кризису, а также к тому что правительство страны было вынуждено обратиться за экстренной финансовой помощью к Евротройке. Кроме этого, за довольно короткий отрезок времени Ирландия превратилась из страны чистой иммиграции в страну, активно экспортирующую рабочую силу за рубеж. По состоянию на начало 2013 года в экономики страны наметились определённые улучшения, связанные с тем что страна, в отличие от стран Южной Европы, имеет прочные культурно-экономические и языковые связи с США, Великобританией и Германией, которым удалось избежать экономической депрессии и которые продолжают инвестировать в Ирландию.

## Кризис банковского сектора
В 2008 году под давлением перегретой экономики и назревавшего разрыва спекулятивного пузыря в секторе недвижимости страны, её банковская система претерпела кризис капитализации. В результате Ирландия стала второй после Греции страной, подавшей заявку на получение экстренной финансовой помощи у чиновников Еврозоны и ЕС.
Убытки ирландских банков составили около 100 млрд евро, значительная часть которых пришлась на невозвратные кредиты застройщикам или домовладельцам, выданные в период роста пузыря на рынке недвижимости, лопнувшего в 2007 г. В 2008 г. экономическое положение в Ирландии резко ухудшилось: безработица выросла с 4 % в 2006 г. до 14 % в 2010 г., а профицит федерального бюджета в 2007 г. сменился в 2010 г. дефицитом в 32 % ВВП, самым высоким за всю историю еврозоны, несмотря на то, что правительство Ирландии проводило крайне жёсткие меры экономии.
Хотя правительством Ирландии могло быть принято решение о предоставлении гарантий только по банковским депозитам, вместо этого было принято решение о получении кредита у ЕЦБ для осуществления выплат по облигациям, находящимся в собственности частных инвесторов. Тем самым бремя убытков инвесторов и выплат по кредиту было перенесено на налогоплательщиков, что оказало крайне негативное влияние на кредитоспособность Ирландии. В результате правительство начало переговоры о предоставлении экстренной финансовой помощи с руководством ЕС и МВФ и правительствами Великобритании, Дании и Швеции, что привело к заключению 29 ноября 2010 г. соглашения о предоставлении кредита в €67,5 млрд. Объединив полученные средства с дополнительными €17,5 млрд из резервного и пенсионного фондов Ирландии, правительство получило в своё распоряжение €85 млрд, €34 млрд из которых были использованы для оказания финансовой помощи финансовому сектору страны. При этом в рамках соглашения правительство Ирландии обязалось к 2015 г. сократить бюджетный дефицит до уровня ниже 3 %. Тем не менее, в апреле 2011 г., несмотря на все принятые правительством меры, агентство «Мудис» снизило рейтинг банковских облигаций до категории «мусорных облигаций».
В июле 2011 г. было заключено соглашение о сокращении процентной ставки по кредиту ЕС и МВФ с приблизительно 6 % до величины между 3,5 % и 4 % и увеличении срока выплаты кредита в два раза, до 15 лет. Это должно было позволить Ирландии сократить ежегодные выплаты на 600—700 млн евро. 14 сентября 2011 г. для дальнейшего облегчения финансового положения Ирландии Европейская комиссия объявила о снижении процентной ставки по кредиту объёмом в €22,5 млрд, полученному по программе Европейского стабилизационного механизма, до 2,59 %, то есть до уровня процентной ставки, по которой ЕС получает кредиты на финансовых рынках.
В докладе «Евро плюс монитор» научно-исследовательского центра «Лиссабонский совет», опубликованном в ноябре 2011 г., отмечены значительные успехи Ирландии по выходу из финансового кризиса; ожидается, что страна вновь обретёт финансовую независимость со второй половины 2012 г.. Согласно мнению специалистов консалтинговой компании «Центр экономических исследований и исследований конъюнктуры», восстановление экономики Ирландии, осуществляемое за счёт экспорта, «позволит с течением времени сойти с низшей точки экономического цикла».
Ожидается, что из-за улучшения прогнозов состояния экономики Ирландии ставка по государственным облигациям сроком на 10 лет, которая уже сейчас значительно снизилась с середины июля 2011 г. (см. график «Долгосрочные процентные ставки»), к 2015 г. упадёт до 4 %.

## Другие последствия
Одним из наиболее заметных последствий кризиса стала устойчиво высокий уровень безработицы. Так по данным за март 2013 года, официальная зарег. безработица в стране была на уровне 14,0 %, при этом с учётом скрытой безработицы показатель составлял 23 %. Кроме того, слабость экономики страны по сравнению с Германией и другими, более конкурентоспособными странами, ставит под угрозу дальнейшее существование еврозоны как стабильного валютного союза.